# Sándor Gellér
Sándor Gellér (geboren am 12. Juli 1925 in Veseuș, Rumänien; gestorben am 13. März 1996 in Budapest) war ein ungarischer Fußballspieler. Mit der Nationalmannschaft seines Heimatlandes gewann er als Torwart bei den Olympischen Sommerspielen 1952 in Helsinki die Goldmedaille und nahm danach an der Fußball-Weltmeisterschaft 1954 teil.

## Karriere
Der aus einer jüdischen Familie stammende Sándor Gellér begann seine fußballerische Laufbahn dem Provinzverein Püspökladányi SC. Nachdem er von 1945 bis 1947 für den Verein gespielt hatte, wechselte er in letzterem Jahr nach Budapest zu MTK Húngaria, heute bekannt unter dem Namen MTK Budapest FC. In einer Mannschaft unter anderem mit Nándor Hidegkuti, Mihály Lantos oder Péter Palotás gewann Sándor Gellér in seiner Zeit bei MTK Húngaria, er spielte von 1947 bis 1962 für den Verein, dreimal die ungarische Meisterschaft und je einmal die Magyar Kupa und den Mitropapokal. 1951 wurde man Erster mit vier Punkten Vorsprung auf Honvéd Budapest, zwei Jahre darauf mit drei Punkten erneut vor dem Verein, bei dem zur damaligen Zeit die bekanntesten ungarischen Fußballer, etwa Puskás oder Bozsik, spielten. Bei der dritten Meisterschaft im Jahre 1958 verwies man erneut Honvéd mit einem Zähler Vorsprung auf den zweiten Rang. In der Saison 1955/56 war MTK Budapest zudem der erste ungarische Verein, der im Europapokal der Landesmeister spielte. Beim 6:3 im Népstadion von Budapest gegen den belgischen Vertreter RSC Anderlecht stand Gellér auch in der Startformation seines Vereins. In dem Spiel gelang Péter Palotás ein Hattrick, was zugleich der erste überhaupt im Europapokal der Landesmeister war. Für MTK Budapest kam das Aus dann allerdings in der zweiten Runde, als sich Stade Reims aus Frankreich als zu stark erwies. Reims scheiterte erst im Endspiel an Real Madrid.
Sándor Gellér spielte auch achtmal für die ungarische Fußballnationalmannschaft und war Teil der ungarischen Nationalelf, die als großer Favorit bei der Fußball-Weltmeisterschaft 1954 in der Schweiz angetreten war und im berühmten Endspiel im Berner Wankdorfstadion gegen die deutsche Mannschaft verlor, nachdem Ungarn zuvor vier Jahre lang nicht verloren hatte. Gellér war bei der Endrunde allerdings nur zweiter Torhüter hinter Gyula Grosics und wurde nicht eingesetzt. Auch war er im Aufgebot der Nationalmannschaft seines Heimatlandes bei den Olympischen Sommerspielen 1952 in Helsinki, wo Ungarn die Goldmedaille gewann, ohne dass Gellér jedoch zum Einsatz gekommen wäre.